# Anujá
O anujá (Trachycorystes galeatus) é uma espécie brasileira de peixe teleósteo siluriforme da família dos auquenipterídeos. Os machos dessa espécie chegam a medir até 22 cm de comprimento.

## Sinonímia
- Auchenipterus maculosus
- Parauchenipterus galeatus
- Parauchenipterus paseae
- Pseudauchenipterus galeatus
- Silurus galeatus
- Trachelyopterus galeatus